# HiSky
HiSky è una compagnia aerea moldava con sede a Chișinău, in Moldavia e certificato di operatore aereo (COA) rumeno. Le basi principali della compagnia aerea sono l'aeroporto di Chișinău, l'aeroporto di Bucarest e l'aeroporto di Cluj.

## Storia
Nel febbraio 2020, le autorità aeronautiche moldave hanno dichiarato che HiSky non aveva ottenuto un certificato di operatore aereo a causa di irregolarità riscontrate durante il processo di certificazione e che era stata avviata un'indagine. Uno dei problemi rilevati è che Cobrex Trans, la compagnia aerea che avrebbe dovuto operare Airbus A320 per conto di HiSky, non aveva ancora questo tipo di aeromobile nella sua flotta.
Secondo l'Autorità per l'aviazione civile della Repubblica di Moldavia, al 12 maggio 2020 HiSky non aveva ancora la licenza per operazioni commerciali. Allo stesso tempo, la compagnia offriva i biglietti per i voli provenienti da Chișinău sul proprio sito web. La compagnia aerea aveva quindi dichiarato i suoi piani per il lancio di voli a luglio con due aeromobili della famiglia Airbus A320 di Air Lease Corporation.
HiSky è stata costretta a ritardare più volte il lancio delle rotte a seguito della pandemia di COVID-19. A partire da il 18 settembre 2020, la compagnia aerea ha rimosso la lista delle destinazioni.
L'11 dicembre 2020, la compagnia aerea ha ottenuto il certificato operativo in Romania mentre il 19 febbraio 2021 la compagnia aerea ha ottenuto il certificato operativo in Moldavia.
Il 22 febbraio 2021, la compagnia aerea ha annunciato che avrebbe iniziato a volare verso Dublino e Lisbona dal suo primo hub a Cluj-Napoca, in Romania.

## Flotta

### Flotta attuale

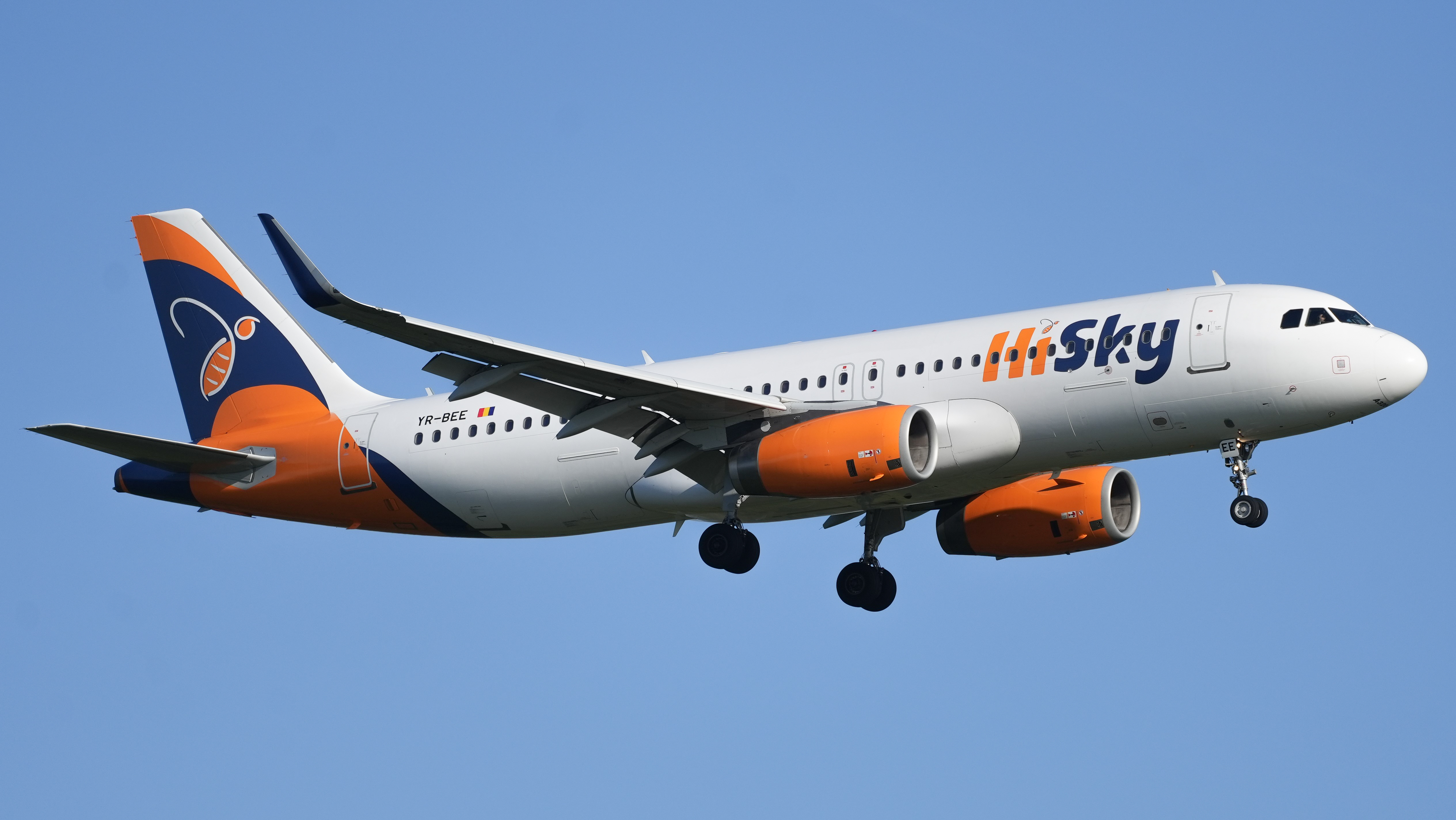
Un Airbus A320-232.

Ad aprile 2024 la flotta di HiSky è così composta: